# Motor cu ardere externă
Un motor cu ardere externă (sau motor cu combustie externă) este o mașină termică cu motoare în care energia internă a agentului termic, încălzit în prealabil într-un generator extern (generator de abur, cameră de combustie) sau de o sursă externă prin peretele motorului sau printr-un schimbător de căldură, este transformată în lucru mecanic. 
Din categoria motoarelor cu ardere externă fac parte:
- Motorul cu abur
- Motorul Stirling

Tot ca motor cu ardere externă poate fi considerată turbina cu abur, însă în terminologia folosită în România niciodată turbinei cu abur nu i s-a spus „motor”.